# Apomecyna gracillima
Apomecyna gracillima är en skalbaggsart som först beskrevs av Stefan von Breuning 1938.  Apomecyna gracillima ingår i släktet Apomecyna och familjen långhorningar.
Artens utbredningsområde är:
- Kenya.
- Togo.

Inga underarter finns listade i Catalogue of Life.